# Левшин Лес
Левшин Лес — поселок в муниципальном образовании город Ефремов Тульской области.

## География
Находится в юго-восточной части Тульской области на расстоянии приблизительно 3 км на запад по прямой от города Ефремов, административного центра округа, в лесном массиве.

## История
Поселок отмечен на карте 1988 года и то как объект МТФ (молочно-товарная ферма).

## Население
Постоянное население не было учтено в 2010 году.